# Restituce v Československu po roce 1989
Pod pojmem restituce v Československu po roce 1989 se rozumí proces navrácení neoprávněně odebraného (znárodněného) majetku původním majitelům, zpravidla někdejším soukromým vlastníkům, církvím a jiným institucím zkonfiskovaného po komunistickém puči v únoru 1948 na území dnešního Česka a Slovenska. 
Pro českou legislativu bylo rozhodné období pro navracení majetku, který byl zkonfiskován mezi 25. únorem 1948 a 1. lednem 1990. V Československu začal proces probíhat na základě vyvíjejícího se práva a do dnešní doby není zcela uzavřen. 
Státní pozemkový úřad do roku 2022 řešil skoro 220 tisíc případů restitucí z čehož bylo zhruba 90 tisíc vypořádáno. Nároky, které vznikly za nevydané pozemky, byly vyčísleny na 8,3 miliardy korun.

## Historie
Vracení majetku komplikovala krajanům, kteří o ně žádali, například nutnost mít v Československu a později České republice trvalý pobyt.
V roce 1994 podmínku na základě stížnosti skupiny poslanců zrušil Ústavní soud. Zůstala ale ta, podle které platila nutnost českého občanství.
Majetkové vyrovnání s církvemi bylo schváleno teprve v roce 2012. Náhrady ve výši 59 miliard korun navyšovaných o inflaci stát proplatí v průběhu 30 let. Samotné restituce potom církvím navrátily majetek v hodnotě zhruba 75 miliard korun. Stát zároveň v průběhu vyplácení náhrad omezuje dosavadní příspěvky na činnost, po roce 2030 je již vyplácet nebude.

## Legislativa
Restituce v Česku reguluje nebo s nimi souvisí především tyto zákony a legislativa
- 87/1991 Sb., Zákon o mimosoudních rehabilitacích[4]
- 229/1991 Sb. Zákon o úpravě vlastnických vztahů k půdě a jinému zemědělskému majetku[5]
- 403/1990 Sb., Zákon o zmírnění následků některých majetkových křivd (takzvaná "malá restituce")
- 298/1990 Sb., Zákon o úpravě některých majetkových vztahů řeholních řádů a kongregací a arcibiskupství olomouckého
- 119/1990 Sb., Zákon o soudní rehabilitaci

- 174/1991 Sb., Nařízení vlády České a Slovenské Federativní Republiky, kterým se provádí zákon o mimosoudních rehabilitacích
- 233/1991 Sb., Nařízení vlády České republiky o výši finanční náhrady v hotovosti poskytované podle zákona o mimosoudních rehabilitacích
- Nálezy ÚS ČR

Účelem zákona 119/1990 Sb. bylo zrušit rozhodnutí, jímž byl podle zákona z roku 1950 ukládán trest propadnutí věci. Zároveň zákon stanovil podmínky a postup při vydání věci. Zákon 403/1990 Sb. se vztahoval na navrácení nájemních domů, hostinců, hotelů, restaurací, obchodů, dílen a dalšího majetku spadajícího především do sektoru služeb. Zákon tzv. velké restituce 87/1991 Sb. původně vymezil jako oprávněnou jen občana ČSFR, který má na tomto území trvalý pobyt. Teprve nálezem Ústavního soudu 164/1994 Sb. s účinností od listopadu 1994 byla podmínka trvalého pobytu zrušena.

## Další země
Podobný proces probíhal na přelomu 80. a 90. let 20. století po pádu komunistických vlád také v dalších zemích východního bloku ve střední Evropě. 
Proces restitucí v českých zemích předal do soukromých rukou drobné podnikání a změnil tváře měst a obcí. Na Slovensku nebyl uskutečnitelný, neboť při aplikaci českých pravidel by většinu majetku předal do rukou maďarské šlechty.